# Liste der Flüsse in Virginia
Die Liste der Flüsse in Virginia gibt eine Übersicht aller Flüsse im US-Bundesstaat Virginia in alphabetischer Reihenfolge:
Legende: L = Länge in km; E = Einzugsgebiet in km²; Q = Quellhöhe; M = Mündungshöhe; F = Flusssystem

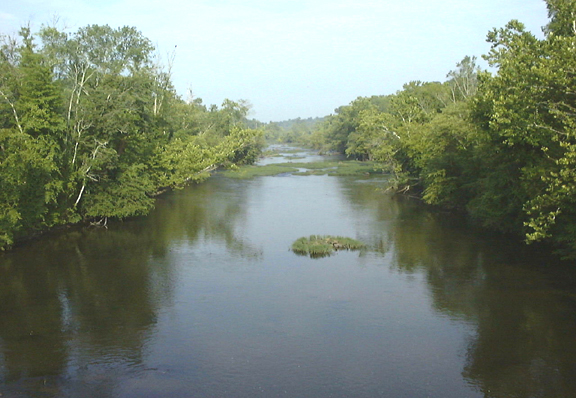
Der Appomattox River bei Matoaca

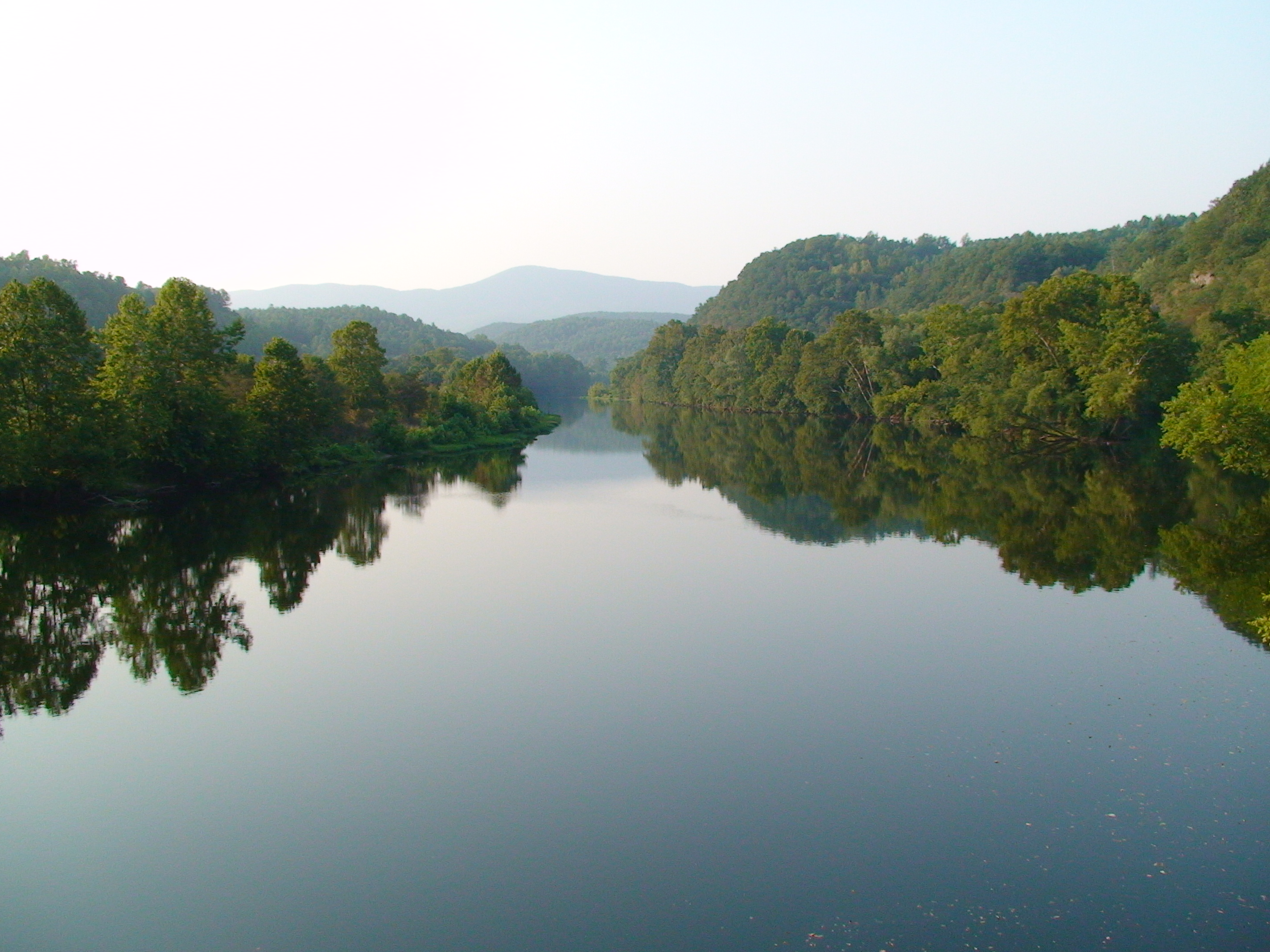
James River

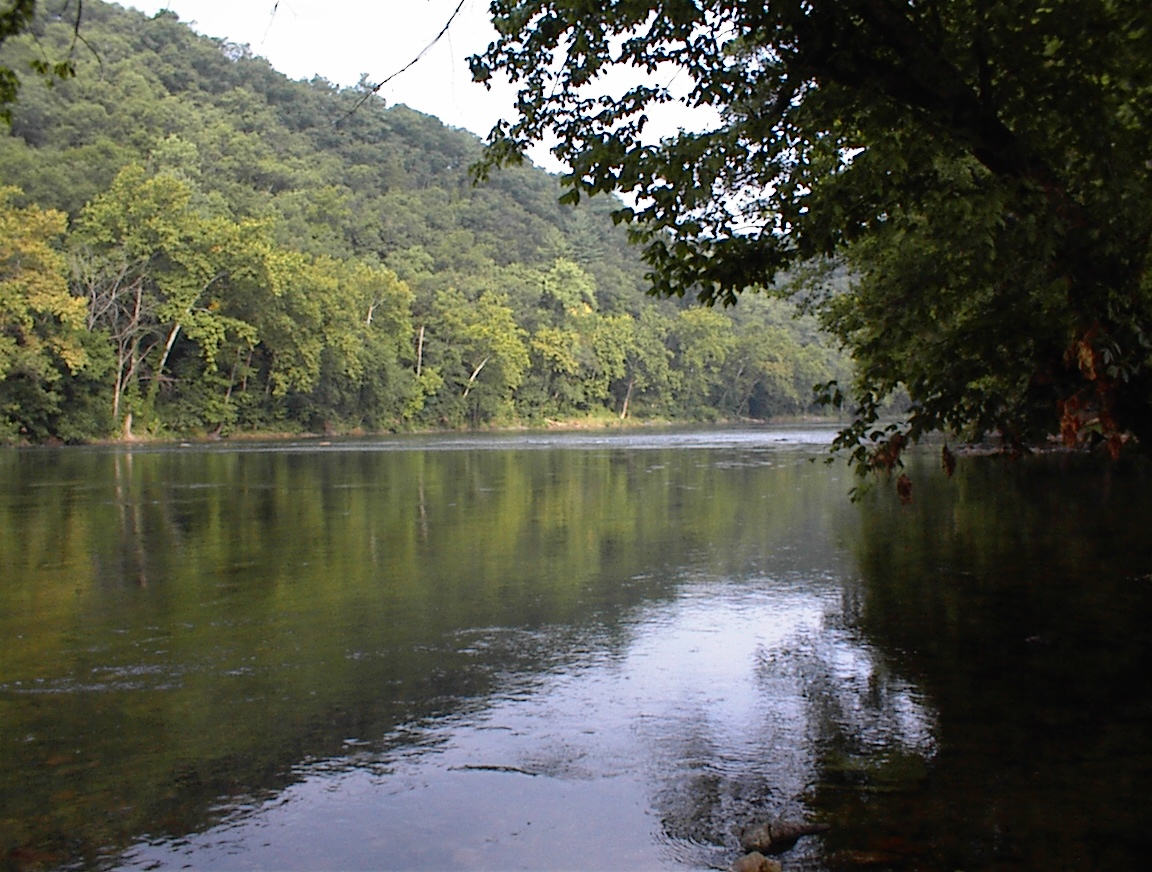
Shenandoah River

| Name                              | L      | E     | Q    | M   | F                  | Bemerkung/en |
| --------------------------------- | ------ | ----- | ---- | --- | ------------------ | --- |
| Appomattox River                  | 193,0  | 3481  | 250  | 0   | James River        | siehe Foto |
| Ararat River                      | 52,2   | 812   | 810  | 240 |                    | |
| Back River                        | 3,0    |       | 0    | 0   | Back River         | |
| Banister River                    | 105,0  | 1546  | 300  | 91  |                    | |
| Big Otter River                   |        |       |      |     |                    | |
| Blackwater River                  |        |       |      |     |                    | |
| Bluestone River                   | 124,0  |       | 1095 | 434 | Mississippi River  | Das Virginia Department of Environmental Quality warnt wegen hoher Werte an Coliformen Bakterien davor, in dem Fluss zu schwimmen oder auf andere Weise unmittelbar in Kontakt mit dem Wasser zu kommen.                                                                                           |
| Browns Dan River                  |        |       |      |     |                    | |
| Buffalo Creek                     |        |       |      |     |                    | |
| Bullpasture River                 | 42,2   |       |      |     |                    | |
| Bush River                        | 36,4   |       |      |     |                    | |
| Calfpasture River                 | 66,0   | 370   | 1050 | 410 |                    | |
| Chickahominy River                | 140,0  |       |      |     | James River        | |
| Clinch River                      | 483,0  |       | 840  | 226 | Mississippi River  | |
| Coan River                        | 12,1   |       |      | 0   | Coan River         | |
| Cold Spring River                 | 6,3    |       |      |     |                    | |
| Conway River                      |        |       |      |     |                    | |
| Corrotoman River                  |        |       |      |     |                    | |
| Covington River                   |        |       |      |     |                    | |
| Cowpasture River                  |        |       |      |     |                    | |
| Cranesnest River                  |        |       |      |     |                    | |
| Dan River                         | 340,0  | 8550  |      |     | Roanoke River      | |
| Doyles River                      |        |       |      |     |                    | |
| Dry River                         |        |       |      |     |                    | |
| Eastern Branch Elizabeth River    |        |       |      |     |                    | |
| East River                        |        |       |      |     |                    | |
| Elizabeth River                   |        |       |      |     |                    | |
| Falling River                     |        |       |      |     |                    | |
| German River                      |        |       |      |     |                    | |
| Great Wicomico River              |        |       |      |     |                    | |
| Guest River                       |        |       |      |     |                    | |
| Hampton River                     |        |       |      |     |                    | |
| Hardware River                    |        |       |      |     |                    | |
| Harris River                      |        |       |      |     |                    | |
| Hazel River                       |        |       |      |     |                    | |
| Hughes River                      |        |       |      |     |                    | |
| Hyco River                        |        |       |      |     |                    | |
| Indian River                      |        |       |      |     |                    | |
| Jackson River                     |        |       |      |     |                    | |
| James River                       | 660,0  | 27019 |      | 0   | James River        | siehe Foto |
| Jordan River                      |        |       |      |     |                    | |
| Lafayette River                   |        |       |      |     |                    | |
| Levisa Fork River                 | 225,0  |       |      | 166 | Mississippi River  | |
| Little Calfpasture River          |        |       |      |     |                    | |
| Little Dan River                  |        |       |      |     |                    | |
| Little Dry River                  |        |       |      |     |                    | |
| Little Falling River              |        |       |      |     |                    | |
| Little Nottoway River             |        |       |      |     |                    | |
| Little Otter River                |        |       |      |     |                    | |
| Little Piney River                |        |       |      |     |                    | |
| Little River                      |        |       |      |     |                    | |
| Little Wicomico River             |        |       |      |     |                    | |
| Little Willis River               |        |       |      |     |                    | |
| Lynch River                       |        |       |      |     |                    | |
| Lynnhaven River                   |        |       |      |     |                    | |
| McClure River                     |        |       |      |     |                    | |
| Machipongo River                  | 26,6   |       |      |     |                    | |
| Mat River                         |        |       |      |     |                    | |
| Mattaponi River                   |        |       |      |     |                    | |
| Matta River                       |        |       |      |     |                    | |
| Maury River                       |        |       |      |     |                    | |
| Mayo River                        |        |       |      |     |                    | |
| Mechums River                     |        |       |      |     |                    | |
| Meherrin River                    | 148    |       |      |     | Chowan River       | Der Meherrin River wurde nach den Meherrin-Indianern benannt, die an diesem Fluss ihre Heimat hatten. Der irokesisch sprechende kleine Stamm wurde 1986 offiziell als Meherrin Indian Tribe vom Staat North Carolina anerkannt.                                                                    |
| Middle Fork Holston River         | 90,9   |       |      | 527 | Mississippi River  | |
| Middle Meherrin River             |        |       |      |     |                    | |
| Middle River                      |        |       |      |     |                    | |
| Moormans River                    |        |       |      |     |                    | |
| Motto River                       |        |       |      |     |                    | |
| Nansemond River                   |        |       |      |     |                    | |
| Newfound River (South Anna River) |        |       |      |     |                    | |
| New River                         |        |       |      |     |                    | |
| Ni River                          |        |       |      |     |                    | |
| North Anna River                  |        |       |      |     |                    | |
| North Fork Clinch River           |        |       |      |     |                    | |
| North Fork Holston River          | 243,0  | 1889  | 883  | 354 | Mississippi River  | |
| North Fork Shenandoah River       |        |       |      |     |                    | |
| North Landing River               |        |       |      |     |                    | |
| North Mayo River                  |        |       |      |     |                    | |
| North Meherrin River              |        |       |      |     |                    | |
| North River                       |        |       |      |     |                    | |
| Northwest River                   |        |       |      |     |                    | |
| Northwest Yeocomico River         |        |       |      |     |                    | |
| Nottoway River                    |        |       |      |     |                    | |
| Occoquan River                    |        |       |      |     |                    | |
| Otter River                       |        |       |      |     |                    | |
| Pagan River                       |        |       |      |     |                    | |
| Pamunkey River                    |        |       |      |     |                    | |
| Pedlar River                      |        |       |      |     |                    | |
| Perrin River                      |        |       |      |     |                    | |
| Piankatank River                  |        |       |      |     |                    | |
| Pigg River                        |        |       |      |     |                    | |
| Piney River                       |        |       |      |     |                    | |
| Pocaty River                      |        |       |      |     |                    | |
| Pocomoke River                    | 106    | 1997  | 15   | 0   | Pocomoke River     | Der Pocomoke River und der angrenzende Pocomoke River Swamp ist Heimat für mehr als 27 Säugetier-, 28 Reptilien-, 14 Amphibien- und 172 Vogelarten; der seltene Swainson-Waldsänger kommt in Maryland einzig an diesem Fluss vor. Weiterhin sind hier mindestens 72 Pflanzenfamilien nachgewiesen. |
| Poni River                        |        |       |      |     |                    | |
| Poquoson River                    |        |       |      |     |                    | |
| Po River                          |        |       |      |     |                    | |
| Poropotank River                  |        |       |      |     |                    | |
| Potomac River                     | 616,0  | 6053  | 164  | 0   | Potomac River      | |
| Pound River                       |        |       |      |     |                    | |
| Powell River                      |        |       |      |     |                    | |
| Rapidan River                     |        |       |      |     |                    | |
| Rappahannock River                | 296,0  | 4134  |      |     | Rappahannock River | Der Name stammt aus der Algonkin-Sprache und heißt dort lappihanne oder auch toppehannock, was so viel wie „schnell ansteigendes Wasser“ oder auch „wo die Strömung kommt und geht“ bedeutet. |
| Rivanna River                     |        |       |      |     |                    | |
| Roach River                       |        |       |      |     |                    | |
| Roanoke River                     | 660,0  | 24800 |      |     | Roanoke River      | |
| Robinson River                    |        |       |      |     |                    | |
| Rockfish River                    |        |       |      |     |                    | |
| Rose River                        |        |       |      |     |                    | |
| Rush River                        |        |       |      |     |                    | |
| Russell Fork River                |        |       |      |     |                    | |
| Sandy River                       |        |       |      |     |                    | |
| Severn River                      |        |       |      |     |                    | |
| Shenandoah River                  | 241,0  |       | 305  | 76  | Potomac River      | siehe Foto |
| Shoemaker River                   |        |       |      |     |                    | |
| Slate River                       |        |       |      |     |                    | |
| Smith River                       |        |       |      |     |                    | |
| South Anna River                  |        |       |      |     |                    | |
| South Branch Potomac River        |        |       |      |     |                    | |
| South Buffalo Creek               |        |       |      |     |                    | |
| Southern Branch Elizabeth River   |        |       |      |     |                    | |
| South Fork Clinch River           |        |       |      |     |                    | |
| South Fork Holston River          | 180,0  | 5304  |      | 353 | Mississippi River  | |
| South Fork Shenandoah River       |        |       |      |     |                    | |
| South Mayo River                  |        |       |      |     |                    | |
| South Meherrin River              |        |       |      |     |                    | |
| South River                       |        |       |      |     |                    | |
| South Yeocomico River             |        |       |      |     |                    | |
| Staunton River                    |        |       |      |     |                    | |
| Stinking River                    |        |       |      |     |                    | |
| Ta River                          |        |       |      |     |                    | |
| Thornton River                    | ~ 45,0 |       |      |     | Rappahannock River | |
| Tug Fork River                    |        |       |      |     |                    | |
| Tye River                         | 57     | 1082  |      |     | James River        | |
| Ware River                        |        |       |      |     |                    | |
| Warwick River                     |        |       |      |     |                    | |
| Western Branch Elizabeth River    |        |       |      |     |                    | |
| West Yeocomico River              |        |       |      |     |                    | |
| Wicomico River                    |        |       |      |     |                    | |
| Willis River                      |        |       |      |     |                    | |
| Yeocomico River                   | 1,8    |       |      | 0   | Yeocomico River    | |
| York River                        |        |       |      |     |                    | |